# 유엔 안전 보장 이사회 결의 제541호
1983년 11월 18일 채택된 유엔 안전 보장 이사회 결의 제541호를 통해, 유엔 안전 보장 이사회는 결의 제365호(1974년)와 결의 제367호(1975년)를 재차 확인한 후 북키프로스의 독립 선언이 법적으로 불법이라고 간주하였다.
결의안의 내용은 양 당사국에게 유엔 사무총장의 협조를 요청했고, 다른 회원국에게 북키프로스를 승인하지 말고 키프로스 공화국만을 키프로스섬의 단독 정부로 인정하기를 촉구하라는 것이었다.
결의안은 13표 찬성에 파키스탄의 반대 1표, 요르단의 기권 1표로 채택되었다.

## 같이 보기
- 키프로스 분쟁
- 유엔 키프로스 완충 지대
- 터키의 키프로스 침공